# ديريل بالمر
ديريل بالمر (بالإنجليزية: Derrell Palmer)‏ هو لاعب كرة قدم أمريكية أمريكي، ولد في 27 أغسطس 1922 في بريكنريدج في الولايات المتحدة، وتوفي في 22 فبراير 2009 في كيلبورن في الولايات المتحدة.

## وصلات خارجية
- ديريل بالمر على موقع مرجع كرة القدم المحترفة.كوم (الإنجليزية)